# Coșnea
Coșnea (węg. Kóstelek) – wieś w Rumunii, w okręgu Bacău, w gminie Agăș. W 2011 roku liczyła 464 mieszkańców.